# Parepedanulus
Parepedanulus is een geslacht van hooiwagens uit de familie Epedanidae.
De wetenschappelijke naam Parepedanulus is voor het eerst geldig gepubliceerd door Roewer in 1913. 

## Soorten
Parepedanulus omvat de volgende 2 soorten:
- Parepedanulus bicmaculatus
- Parepedanulus sarasinorum